# Francisco Maciel
Pour les articles homonymes, voir Maciel.
Francesco Maciel García, né le 7 janvier 1964 à Santiago de Querétaro, est un joueur de tennis professionnel mexicain.

## Carrière
Francesco Maciel a obtenu une médaille d'argent aux Jeux olympiques 1984 dans un tournoi réservé aux joueurs de moins de 21 ans, battu en finale par Stefan Edberg. Il participe également aux Jeux olympiques en 1988 et 1992 (deux échec au premier tour). Il a connu sa meilleure saison sur le circuit professionnel en 1986 lorsqu'il atteint les huitièmes de finale des Internationaux de France, puis la finale de l'Open d'Athènes. Il est aussi demi-finaliste à Bologne et Itaparica. Des blessures survenues au cours de la saison 1987 l'écartent des courts plusieurs semaines et entraînent sa chute au classement. Après plus d'un an d'absence, il fait son retour sur le circuit Challenger au printemps 1990. Il remporte trois tournois au Mexique dont deux Satellites puis met un terme à sa carrière après les Jeux olympiques de Barcelone.
Il a remporté les tournois Challenger de Dortmund en 1984, Dortmund et São Paulo en 1985 et Mexico en 1990. En double, il s'est imposé à San Luis Potosí en 1984.
Il fut membre de l'équipe du Mexique de Coupe Davis entre 1982 et 1989. En 1985, il contribue à la remontée de son équipe dans le groupe mondial en dominant le Canada et le Brésil. Au premier tour en 1986, il participe au succès de l'équipe face à l'Allemagne en s'imposant contre Michael Westphal lors du premier match (7-5, 6-2, 6-0). En quart de finale, il remporte le seul match de l'équipe contre les États-Unis en battant Tim Mayotte alors 10e mondial (2-6, 13-11, 6-4, 6-4). En 1988 contre l'Australie, il bat Wally Masur (3-6, 8-6, 6-3, 7-5) mais s'incline lors du match décisif contre Pat Cash (6-2, 4-6, 7-5, 6-2).

## Palmarès

### Finale en simple messieurs
| No | Date       | Nom et lieu du tournoi        | Catégorie | Dotation  | Surface      | Vainqueur        | Score    |  |
| -- | ---------- | ----------------------------- | --------- | --------- | ------------ | ---------------- | -------- |  |
| 1  | 16-06-1986 | Athens International, Athènes |           | 100 000 $ | Terre (ext.) | Henrik Sundström | 6-0, 7-5 |  |

## Parcours dans les tournois duGrand Chelem

### En simple
| Année | Open d'Australie | Open d'Australie | Internationaux de France | Internationaux de France | Wimbledon       | Wimbledon   | US Open        | US Open       |
| ----- | ---------------- | ---------------- | ------------------------ | ------------------------ | --------------- | ----------- | -------------- | ------------- |
| 1986  | —                | —                | 1/8 de finale            | A. Chesnokov             | 1er tour (1/64) | R. Krishnan | 2e tour (1/32) | Amos Mansdorf |
| 1990  | —                | —                | 1er tour (1/64)          | Franco Davin             | —               | —           | —              | —             |

N.B. : à droite du résultat se trouve le nom de l'ultime adversaire.

### En double
| Année | Open d'Australie | Open d'Australie | Internationaux de France  | Internationaux de France | Wimbledon | Wimbledon | US Open | US Open |
| ----- | ---------------- | ---------------- | ------------------------- | ------------------------ | --------- | --------- | ------- | ------- |
| 1988  | —                | —                | 1er tour (1/32) R. Agenor | P. Fleming Guy Forget    | —         | —         | —       | —       |

N.B. : le nom du ou de la partenaire se trouve sous le résultat ; le nom des ultimes adversaires se trouve à droite.